# Спрус-Валли (тауншип, Миннесота)
Спрус-Валли (англ. Spruce Valley) — тауншип в округе Маршалл, Миннесота, США. На 2000 год его население составило 238 человек.

## География
По данным Бюро переписи населения США площадь тауншипа составляет 94,1 км², из которых 94,0 км² занимает суша, a вода составляет 0,03 %.

## Демография
По данным переписи населения 2000 года здесь находились 238 человек, 94 домохозяйства и 73 семьи.  Плотность населения —  2,5 чел./км².  На территории тауншипа расположено 113 построек со средней плотностью 1,2 построек на один квадратный километр. Расовый состав населения: 99,58 % белых и 0,42 % азиатов.
Из 94 домохозяйств в 31,9% воспитывались дети до 18 лет, в 71,3 % проживали супружеские пары, в 4,3 % проживали незамужние женщины и в 21,3 % домохозяйств проживали несемейные люди. 20,2 % домохозяйств состояли из одного человека, при том 9,6 % из — одиноких пожилых людей старше 65 лет. Средний размер домохозяйства — 2,53, а семьи — 2,93 человека.
25,6 % населения — младше 18 лет, 5,9 % — в возрасте от 18 до 24 лет, 22,7 % — от 25 до 44, 32,8 % — от 45 до 64, 13,0 % — старше 65 лет. Средний возраст — 40 лет. На каждые 100 женщин приходилось 90,4 мужчин.  На каждые 100 женщин старше 18 приходилось 96,7 мужчин.
Средний годовой доход домохозяйства составлял 41 364 доллара, а средний годовой доход семьи —  41 932 доллара. Средний доход мужчин —  30 000  долларов, в то время как у женщин — 21 607. Доход на душу населения составил 22 198 долларов. За чертой бедности находились 1,4 % семей и 2,7 % всего населения тауншипа.